# حروب التحالف

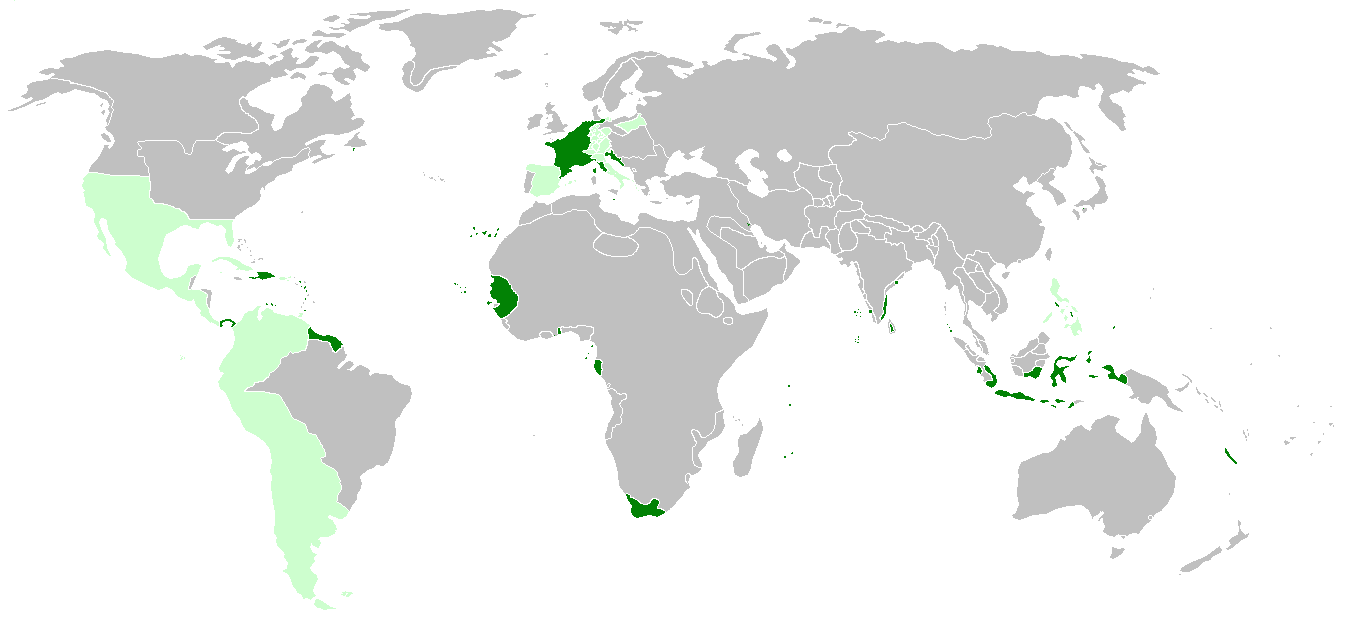
خريطة

حروب التحالف، هي سلسلة من سبعة حروب شنتها تحالفات عسكرية مختلفة للقوى الأوروبية العظمى، والمعروفة باسم التحالفات، ضد فرنسا خلال فترة الثورة بين 1792 و1815؛ وحاربت التحالفات الجمهورية الفرنسية المعلنة حديثًا في البداية، قبل أن تقاتل ضد القنصل الأول، والإمبراطور لاحقًا، نابليون بونابرت بدءًا من عام 1799 فصاعدًا. يشمل المصطلح كلًا من حروب الثورة الفرنسية والحروب النابليونية، ومع ذلك، وعلى وجه الدقة، فإنه يستبعد بعض الصراعات التي لم تضع فرنسا في مواجهة قوى التحالف مثل الغزو الفرنسي لسويسرا.
شملت حروب التحالف كل مما يلي:
- حرب التحالف الأول (أبريل 1792- أكتوبر 1797).
- حرب التحالف الثاني (1798- 1802).
- حرب التحالف الثالث (1803- 1806).
- حرب التحالف الرابع (أكتوبر 1806- يوليو 1807).
- حرب التحالف الخامس (أبريل 1809- أكتوبر 1809).
- حرب التحالف السادس (مارس 1813- مايو 1814).
- حرب التحالف السابع، التي تُعرف بحرب المئة يوم، (مارس 1815- يوليو 1815).

## الاصطلاح

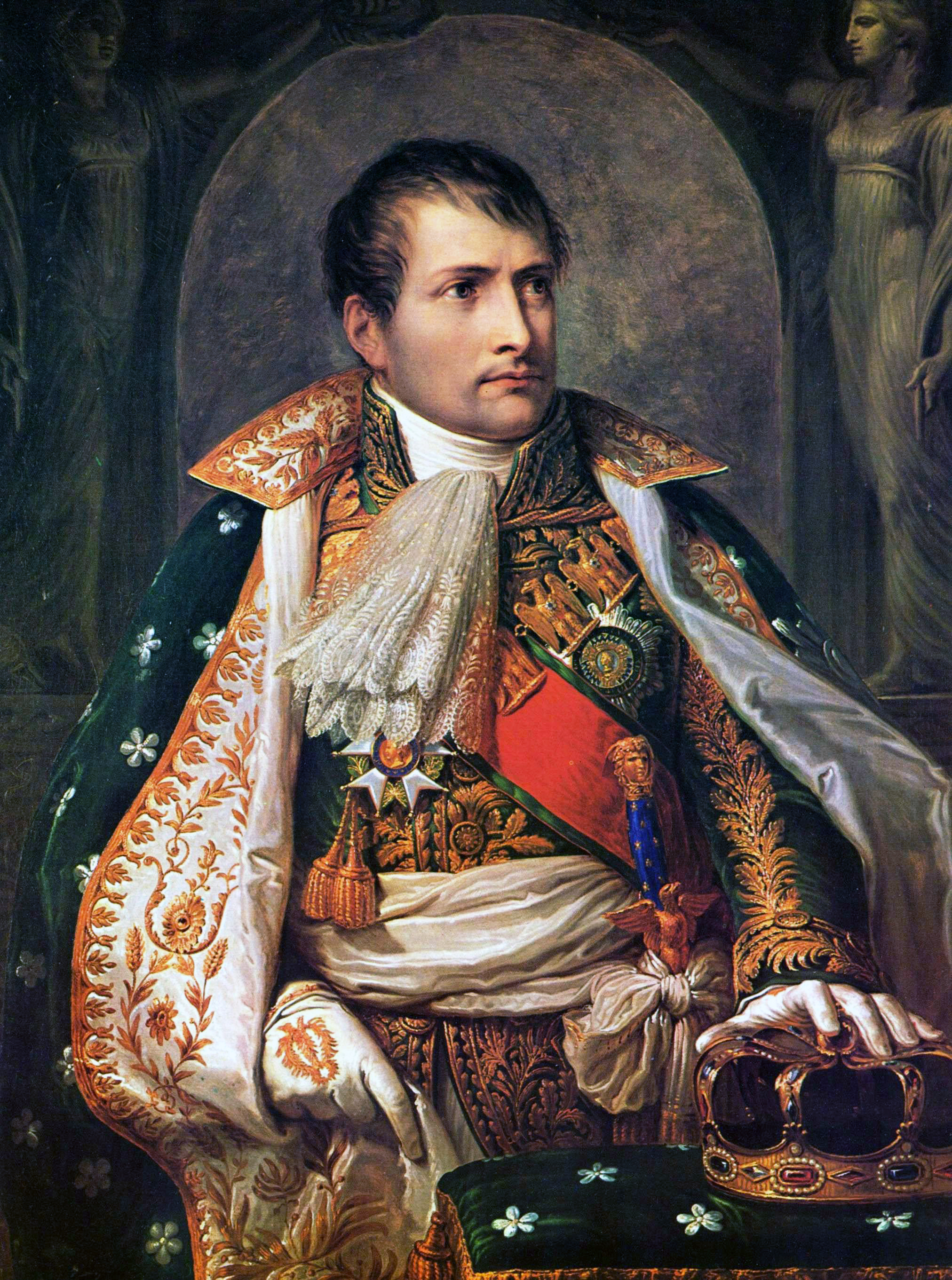
صورة لنابليون الأول، كملك لإيطاليا

### الاشتقاق
يعود الاستعمال الأول لهذا المصطلح في تقرير للتريبونات لعام 1803 بعنوان نتائج الحروب والمفاوضات والمعاهدات التي سبقت التحالفات ضد فرنسا وتلتها. وجاء في التقرير حول الجزء المتعلق بالوضع في أبريل 1793، عند هزيمة الجنرال دوموريز في نيرويندن وانشقاقه ثم هروبه إلى النمسا، وما تلاه من شعور باليأس في فرنسا: «إن أحداث هذه الفترة هي الأكثر إيلامًا لوصف كل من تناولوا حروب التحالف».
كانت إحدى الأوراق الاستخباراتية السالزبورغية من أوائل من ذكر حروب التحالف في يناير 1805، إذ جاء فيها «تتمثل المصلحة الوطنية لبافاريا في حرب التحالف الثالث». وعلى الرغم من تشكيل التحالف الثالث في ذلك الوقت، إلا أن الحرب لم تكن قد اندلعت بعد؛ وناقشت الورقة النمساوية أيضاً الانحياز المرجح لناخب بافاريا إلى الجمهورية الفرنسية بدلًا من التحالف بقيادة النمسا. خاطب الإمبراطور نابليون قواته في ستراسبورغ في 30 سبتمبر 1805، أي بعد أيام قليلة من إطلاق حملة أولم، مبتدئًا خطابه بالكلمات التالية: «يا جنود، لقد بدأت حرب التحالف الثالث».

## قوى التحالف
شملت القوى الأوروبية الرئيسية التي شكلت التحالفات المختلفة المعادية لفرنسا كل من مملكة بريطانيا العظمى والإمبراطورية الروسية والإمبراطورية النمساوية ومملكة بروسيا، على الرغم من عدم مشاركة كل منها، باستثناء بريطانيا العظمى، في جميع التحالفات. تشمل القوى الأصغر التي انضمت أحيانًا إلى التحالفات كل من الإمبراطورية الإسبانية ومملكة نابولي ومملكة سردينيا والجمهورية الهولندية والدولة العثمانية والإمبراطورية البرتغالية والسويد واتحاد الدنمارك- النرويج ودول ألمانية وإيطالية مختلفة. انهارت التحالفات الخمس الأولى مع هزيمة فرنسا لأحد أطراف هذه التحالفات أو أكثر مجبرةً إياهم على الخروج من التحالف، بل ودفعتهم في بعض الأحيان ليصبحوا حلفاءً لها. حُل التحالفان السادس والسابع بعد هزيمة نابليون في عامي 1814 و1815، وإنشاء توازن جديد للقوى بين الأطراف في مؤتمر فيينا.